# Puerto Rico WCT 1975
Il Puerto Rico WCT 1975 è stato un torneo di tennis giocato sul cemento. È stata la 1ª edizione del torneo che fa parte del World Championship Tennis 1975. Si è giocato a San Juan di Porto Rico dal 13 al 19 gennaio 1975.

## Campioni

### Singolare maschile
Rod Laver ha battuto in finale  Arthur Ashe con il punteggio di 6–3 7–5

### Doppio maschile
- Informazione non disponibile